# EP u dvoranskom hokeju 2008.
Europsko prvenstvo u dvoranskom hokeju za muške 2008. održavalo se od 18. do 20. siječnja 2008. u Ekaterinburgu u Rusiji. Prvacima je postala momčad domaćina, koja je u završnici pobijedila Njemačku.
Krovna međunarodna organizacija, u čijem se okrilju ovo natjecanje održavalo, jest EHF.

## Sudionici
Sudjelovalo je osam izabranih vrsta, podijeljenih u dvije natjecateljske skupine.

Skupina "A": Austrija, Italija, Njemačka, Švicarska

Skupina "B": Češka, Poljska, Rusija, Španjolska

## Natjecateljski sustav
Natjecanje se održavalo u dva dijela.

U prvom dijelu su se momčadi natjecale u skupinama, u kojima se igralo po jednostrukom ligaškom sustavu. 

## Rezultati

### 1. dan,18. siječnja
- Njemačka - Italija 10-1 (4-1)
- Švicarska - Austrija 1-7 (0-3)
- Poljska - Rusija 5-7 (1-4)
- Španjolska - Češka 4-4 (3-1)
- Njemačka - Austrija 5-3 (2-1)
- Švicarska - Italija 2-7 (0-2)
- Poljska - Češka 1-6 (1-2)
- Španjolska - Rusija 3-3 (2-2)

### 2. dan,19. siječnja
- Austrija - Italija 10-4 (5-2)
- Njemačka - Švicarska 7-2 (4-0)
- Češka - Rusija 3-7 (2-2)
- Poljska - Španjolska 5-7 (3-5)

Skupina A:

1. Njemačka (9 bodova)
2. Austrija (6 bodova)
3. Italija (3 boda)
4. Švicarska (0 bodova)

Skupina B:

1. Rusija (7 bodova)
2. Španjolska (5 bodova)
3. Češka (4 boda)
4. Poljska (0 bodova)

- Švicarska (4A) - Češka (3B) 3-5 (0-2)
- Italija (3A) - Poljska (4B) 7-7 (4-3)

Poluzavršnica:
- Austrija (2A) - Rusija (1B) 4-4 (2-2) 4-5 (produžetci)
- Njemačka (1A) - Španjolska (2B) 8-1 (6-0)

### 3. dan,20. siječnja
Susret za 7. mjesto:
- Švicarska - Poljska 9-6 (3-3)

Susret za 5. mjesto:
- Italija - Češka 4-2 (2-0)

Susret za 3. mjesto:
- Austrija - Španjolska 3-0 (1-0)

Završnica:
- Njemačka - Rusija 2-3 (2-1)

## Osvajači odličja
Poredak osvajača odličja.
| Mj. | Država   |
| --- | -------- |
| 1.  | Rusija   |
| 2.  | Njemačka |
| 3.  | Austrija |